# Rob Leota
Pas d'image ? Cliquez ici

a Compétitions nationales et continentales officielles uniquement.

b Matchs officiels uniquement.
Dernière mise à jour le 19 juillet 2025.
Rob Leota, né le 3 mars 1997 à Preston (en) (Australie), est un joueur de rugby à XV international australien évoluant principalement au poste de troisième ligne.

## Biographie

### Jeunesse et formation
Trevor Hosea est né à Preston (en) dans la banlieue de Melbourne, issu d'une famille d'origine samoane,. Il commence à jouer au rugby à l'âge de six ans, suivant l'exemple de ses cousins. Il est ensuite contraint d'arrêter la pratique pendant plusieurs années, à cause de sa mère qui trouve ce sport trop dangereux,.
Il est ensuite scolarisé à la Thornbury High School, où il pratique dans un premier temps le football et le football australien. Il reprend finalement le rugby vers l'âge de douze ans, jouant pour l'équipe de son établissement. Il joue également avec le club des Northern Panthers.
Leota progresse rapidement, et représente l'État de Victoria dans les compétitions nationales à partir des moins de 14 ans. Parallèlement, il rejoint l'académie des Melbourne Rebels, avec qui il est finaliste du tournoi national des moins de 17 ans en 2014.

### Carrière en club
Après avoir terminé le lycée, il signe à 18 ans son premier contrat professionnel avec les Melbourne Rebels pour la saison 2016 de Super Rugby. De même que son coéquipier Sione Tuipulotu, il devient le premier joueur formé localement à obtenir un contrat professionnel avec les Rebels. Avant même sa première rencontre, il prolonge son contrat avec les Rebels jusqu'en 2019. Il joue son premier match à l'occasion d'un match contre les Crusaders le 9 juillet 2016,. Gêné par une blessure à la cheville, il s'agit de l'unique match qu'il dispute lors de la saison. 
Plus tard la même année, il est retenu dans l'effectif des Melbourne Rising pour disputer le NRC. Il dispute quatre matchs lors de cette saison, avant de se blesser gravement au genou. Cette blessure l'écarte des terrains pendant un an. Il reprend la compétition lors du NRC 2017, dont il dispute cinq rencontres. Une nouvelle blessure, cette fois à l'épaule, lui fait cependant manquer la saison de Super Rugby en 2018,.
Il fait finalement son retour en Super Rugby pour la saison 2019, trois ans après ses débuts,. Lors de sa première saison complète à haut niveau, il dispute treize rencontres, dont trois titularisations. Il voit son contrat prolongé pour deux saisons deux de plus au terme de la saison.
En 2020, après la saison écourtée de Super Rugby, il joue une poignée de match avec le club des Eastern Suburbs en Shute Shield,.
La saison de la révélation pour Leota intervient en 2021, où il se fait remarquer par sa dimension physique et son activité défensive,. Au cours de cette bonne saison, il attire l'attention du Castres olympique, qui, à la recherche d'un remplaçant pour Anthony Jelonch, décide de l'engager pour la saison suivante. Malgré l'accord initial du joueur, il décide finalement de prolonger deux ans avec les Rebels afin de favoriser ses chances de jouer en sélection,.
En 2022, il manque les trois premiers mois de la saison de Super Rugby à cause d'une blessure aux ischio-jambiers.
Pour la saison 2023 de Super Rugby, il est nommé capitaine de l'équipe et devient également le premier joueur formé localement à obtenir le capitanat. Il ne joue cependant aucune rencontre lors de la saison, après s'être rompu le tendon d'Achille. Malgré sa blessure, il voit tout de même son contrat prolongé jusqu'en 2025.
Au terme de la saison 2024, les Rebels, en grande difficulté financière, sont exclus du Super Rugby, et Leota se retrouve sans club. Il signe alors un contrat d'une année avec les Waratahs, pour la saison 2025.
Après une saison à Sydney, il décide de rejoindre le Top 14 et l'Aviron bayonnais, s'engageant pour un contrat de deux saisons.

### Carrière en équipe nationale
Rob Leota joue avec la sélection scolaire australienne (en) en 2015,. La même année, il joue avec l'équipe d'Australie de rugby à sept des moins de 18 ans lors des Jeux de la Jeunesse du Commonwealth aux Samoa, et remporte la médaille d'argent.
Il est retenu avec l'équipe d'Australie des moins de 20 ans pour disputer le championnat du monde junior en 2016 en Angleterre. Il dispute cinq matchs, et inscrit un essai.
Il est sélectionné pour la première fois avec les Wallabies en juin 2021 par le sélectionneur Dave Rennie pour préparer la série de test-matchs contre la France,. Il ne joue pas contre la France, mais obtient sa première cape internationale le 12 septembre 2021 contre l'Afrique du Sud à Gold Coast lors du Rugby Championship. Il connaît sa première titularisation deux semaines plus tard face à l'Argentine,. Il dispute ensuite la tournée d'automne en Europe, et marque deux essais en quatre matchs lors de celle-ci.
En juin 2023, malgré son absence de temps de jeu lors de la saison de Super Rugby qui vient de s'achever, il est sélectionné en équipe nationale par Eddie Jones pour participer au Rugby Championship 2023. Le 10 août 2023, il est annoncé au sein du groupe australien de 33 joueurs sélectionnés pour disputer la Coupe du monde 2023 en France. Il joue les quatre matchs de son équipe, qui est éliminée à l'issue de la phase de poule, mais n'est titulaire que pour le match face au pays de Galles.

## Statistiques
Au 19 juillet 2025, Rob Leota compte 21 capes en équipe d'Australie, dont neuf en tant que titulaire, depuis le 12 septembre 2021 contre l'Afrique du Sud à Gold Coast. Il a inscrit deux essais (dix points).
Il participe à trois éditions du Rugby Championship, en 2021, 2022 et 2023. Il dispute huit rencontres dans cette compétition.